# L'X noir
L'X noir est un film muet français réalisé par Léonce Perret et sorti en 1916.

## Fiche technique
- Réalisation : Léonce Perret
- Chef-opérateur : Georges Specht
- Société de production : Société des Établissements L. Gaumont
- Pays de production : France
- Format : Muet – Noir et blanc
- Genre : Mystère
- Date de sortie : 
  - France : 12 février 1916

## Distribution
- Paul Manson
- Fabienne Fabrèges
- Émile Keppens
- Valentine Petit
- Maurice Luguet